# LT贸易
LT贸易（日语：LT貿易）指的是1962年中华人民共和国和日本之间以《中日长期综合贸易备忘录》为基础，在两国没有正式邦交的情况下，互相建立联络处，利用政府担保的资金进行的半官方半民间的贸易活动。最鼎盛时期，该项贸易占到了中日贸易总额的一半。中方代表是廖承志、日方代表为高碕达之助。“LT”来自二人英文名的首字母。1968年后，改称中日备忘录贸易（MT贸易），M是英语“备忘录”（MEMORANDUM）的第一个字母，T则是“贸易”（TRADE）的第一个字母。1973年中日建交并于1974年签订《中日贸易协定》，备忘录贸易正式结束。